# Grundtjärnarna (Ströms socken, Jämtland, 711486-145589)
Grundtjärnarna är en sjö i Strömsunds kommun i Jämtland och ingår i Ångermanälvens huvudavrinningsområde. Grundtjärnarna ligger i Gråberget-Hotagsfjällen Natura 2000-område.